# 2024年パリオリンピックのベネズエラ選手団
2024年パリオリンピックのベネズエラ選手団は、2024年7月26日から8月11日にかけてフランスの首都パリで開催された2024年パリオリンピックのベネズエラ選手団、およびその競技結果。

## メダル
2000年シドニー大会以来、6大会ぶりにメダルの獲得がなかった。

## 選手数
前回大会で金メダルを獲得し、世界記録保持者でもあるジュリマール・ロハスは練習中の負傷により、本大会を欠場した。
| 競技                 | 男子 | 女子 | 計 |
| -------------------- | ---- | ---- | -- |
| 陸上競技             | 2    | 4    | 6  |
| ボクシング           | 1    | 1    | 2  |
| 自転車               | 1    | 0    | 1  |
| 馬術                 | 1    | 1    | 2  |
| フェンシング         | 4    | 1    | 5  |
| 柔道                 | 0    | 1    | 1  |
| 射撃                 | 2    | 0    | 2  |
| 競泳                 | 2    | 1    | 3  |
| テコンドー           | 1    | 0    | 1  |
| ウエイトリフティング | 2    | 3    | 5  |
| レスリング           | 2    | 2    | 4  |
| 合計                 | 18   | 14   | 32 |